# Eric Allison (schrijver)
Eric Allison (Gorton, 2 december 1942 – Manchester, 2 november 2022) was een Brits crimineel en schrijver. Hij was ook journalist voor de Britse krant The Guardian.

## Biografie
Allison groeide op in een gezin van vier zonen met een vader, een ex-militair, die klussen deed. Op zijn elfde deed hij zijn eerste inbraak en op zijn veertiende werd Allison voor het eerst veroordeeld. Er zou een lange rij van criminele feiten volgen afgewisseld met in totaal zestien jaar in gevangenschap.  
Na het uitzitten van een straf van zeven jaar voor het oplichten van de Barclays Bank startte Allison in 2003 als justitiejournalist voor The Guardian. In de negentien jaar die volgden bouwde hij een reputatie op als activistische journalist en vervulde hij deze rol tot zijn dood. In 2013 won hij met collega-journalist Simon Hattenstone een Amnesty International Media Award voor mensenrechtenjournalistiek.
In 1981 huwde Allison en kreeg twee dochters. Hij overleed op 79-jarige leeftijd aan de gevolgen van botkanker.

## Publicaties
- Strangeways 1990: A Serious Disturbance (1995)
- The Last Straight Face (2008) fictie, co-auteur
- Fat Blackmail (2010) fictie, co-auteur